# Kadri Kõusaar
Kadri Kõusaar (* 8. září 1980, Pärnu) je estonská spisovatelka a režisérka. Její první celovečerní film Magnus získal v roce 2008 hlavní cenu Febiofestu. Její dva romány Ego (2001) a Vaba tõus (2004) se v Estonsku staly bestsellery. Kõusaar vystudovala Tartuskou univerzitu v oboru španělská filologie.